# New Crobuzon
New Crobuzon è una città-stato immaginaria, creata dallo scrittore britannico di weird fiction China Miéville, ed usata come principale ambientazione dei romanzi Perdido Street Station e Il treno degli dèi, e come ambientazione secondaria ne La città delle navi. È situata nel mondo immaginario del Bas-Lag.

## Descrizione
L'aspetto di New Crobuzon ricorda vagamente quello della Londra della seconda metà del XIX secolo, con imponenti installazioni industriali, ciminiere, e linee ferroviarie che si dipartono dal grande edificio della Perdido Street Station e attraversano vasti quartieri operai degradati o eleganti sobborghi borghesi. Geograficamente la città è costruita alla confluenza di due fiumi, il Bitume e il Cancrena, che si uniscono per formare il Grande Bitume, largo e navigabile. Il Grande Bitume si getta nella Baia del Ferro 10 miglia ad est della città, in corrispondenza della cittadina portuale di Bocca del Bitume. Grazie alla presenza di un importante porto fluviale, New Crobuzon possiede una vasta flotta ed è una potenza economica e marittima. 
I dintorni della città sono piuttosto variegati: a nordovest, stretta tra il corso superiore dei due tributari del Grande Bitume, si estende una zona paludosa poco ospitale, che termina ai piedi dei Monti Bezhek. A sudest il Boscogrezzo arriva a lambire i margini meridionali della città, per poi lasciare il posto a una zona di acquitrini e, oltre i Colli Mendichi, alla vasta area agricola della Spirale del Grano. Ad ovest un'altra catena montuosa, i Monti della Scarpa Ballerina, separa la regione di New Crobuzon dalla Boscaglia Occhiodiverme e dal resto del continente di Rohagi.
Il clima è temperato, con una successione delle stagioni tipica dell'emisfero settentrionale. Nella sua cosiddetta Età dell'Oro, circa 500 anni prima dell'epoca in cui hanno luogo gli eventi narrati nei romanzi, i newcrobuziani erano in grado di controllare il tempo atmosferico grazie alla tecnologia del motore aeromorfico, anche se da molti secoli questa macchina non è più in grado di funzionare.

## Storia
La storia di New Crobuzon fino a circa l'anno 1500 AU (cioè, Anno Urbis), è poco dettagliata, e nessuno dei romanzi di Miéville ne descrive le origini, anche se qualche dettaglio in più è stato fornito dall'autore in un'intervista pubblicata dalla rivista Dragon nel 2007. 
La città originaria era chiamata Crobuzon, ed era soltanto un piccolo villaggio sull'estuario del Grande Bitume, più o meno dove oggi sorge il porto di Bocca del Bitume. Intorno al 100 Anno Urbis, cioè 100 anni dopo la fondazione di Crobuzon, il villaggio fu completamente incendiato da un'incursione dei pirati; i sopravvissuti si trasferirono 10 miglia più a monte e fondarono un nuovo centro, nel punto in cui oggi si trova Palude della Canaglia. 
La nuova città fu chiamata New Crobuzon; il conto degli anni mantenne tuttavia come punto di riferimento la fondazione della "vecchia" Crobuzon.
Praticamente nulla è stato tramandato del primo millennio di storia della città. I più antico evento documentato è l'arrivo delle prime mercanti khepri tra il 1000 e il 1100 AU, probabilmente successivo alla scoperta, da parte di un esploratore-mercante di nome Seemly, della loro terra natale sul continente orientale di Bered Kai Nev. Due secoli dopo, piagata da un terribile fenomeno atmosferico innaturale, la tempesta di Coppia, la città iniziò la costruzione della torre delle nubi, che permetteva di influenzare il tempo atmosferico tramite la tecnologia del motore aeromorfico, questo evento diede origine a un notevole sviluppo tecnologico della città, che durò circa due secoli ed è identificato come l'età dell'oro della città.
Le fortune di New Crobuzon, ormai una potente città-stato marinara, cominciarono a decadere intorno al 1500 AU, periodo del varo del Gran Levante, la più splendida (e inutile) nave da guerra che la marina newcrobuziana abbia mai costruito. Poco tempo dopo ebbe il via il periodo dell'epica campagna militare delle Guerre Corsare, durante la quale i pirati di Armada catturarono molte navi della flotta di New Crobuzon, tra cui il Gran Levante. Nel 1544 New Crobuzon uscì finalmente vittoriosa dalla guerra, dopo aver bombardato la città rivale di Suroch con le devastanti Bombe Coppia.
Circa un secolo dopo la fine delle Guerre Corsare, il governo della città inviò una spedizione scientifica ad esplorare le rovine di Suroch. La maggior parte degli scienziati perirono in modo bizzarro e orribile, ma il fotografo della spedizione, di nome Sacramundi, sopravvisse e diffuse contro la volontà del governo le terribili scoperte: Suroch era stata devastata dalle terribili radiazioni causate dalle Bombe Coppia, ed i loro effetti continuavano ancora a manifestarsi un secolo dopo la fine della guerra. Questa scoperta causò quella che è ricordata come la rivolta di Sacramundi, che, come spiegato in Perdido Street Station, fece quasi cadere il governo. Più o meno nello stesso periodo iniziò l'esodo delle khepri verso le città del continente occidentale, e soprattutto verso New Crobuzon, costrette a fuggire dalle loro terre natie da un misterioso evento noto come La Razzia. Le khepri arrivarono a piccole ondate per un periodo di 20 anni, e si stabilirono soprattutto nei due ghetti cittadini di Kinken e Latoruscello.
Negli anni compresi tra la fine del XVIII e l'inizio del XIX secolo AU, nel quale gli eventi dei romanzi hanno luogo, New Crobuzon è ancora un potente stato imperialista, e intrattiene relazioni commerciali con molti altri paesi. Tuttavia la città è lacerata da numerosi problemi sociali, e sembra non aver ancora recuperato il livello tecnologico raggiunto nel periodo dell'età dell'oro.

### Cronologia
- 0 AU (anno urbis): Fondazione di Crobuzon.

- circa 100: Crobuzon è distrutta dai pirati; i pochi abitanti superstiti fondano, alcune miglia nell'interno, il nuovo centro di New Crobuzon.

- circa 1000 - 1100: L'esploratore Seemly entra in contatto con la civiltà khepri a Bered Kai Nev. Mercanti khepri iniziano a visitare New Crobuzon.

- c. 1300: New Crobuzon è colpita da una Tempesta di Coppia. Viene costruito il motore aeromorfico.

- c. 1300 - 1500: New Crobuzon è all'apogeo della sua potenza militare ed economica.

- c. 1500: Viene completata la costruzione del Gran Levante.

- c. 1500 - 1544: Hanno luogo le Guerre Corsare.

- 1544: New Crobuzon pone fine alle Guerre Corsare colpendo la città rivale di Suroch con Bombe Coppia

- c. 1644: New Crobuzon invia una spedizione alle rovine di Suroch.

- 1689: I risultati della spedizione a Suroch vengono rese di dominio pubblico, causando i Tumulti di Sacramundi.

- c. 1689 - 1709: Arrivo delle khepri a New Crobuzon, in fuga dalla loro terra natale.

- 1779 - 1780: Hanno luogo gli eventi narrati in Perdido Street Station. Tra sei e otto mesi dopo ha luogo La città delle navi.

- c. 1780 - 1804: New Crobuzon è in guerra con la città rivale di Tesh.

- 1805 - 1806: Hanno luogo gli eventi narrati ne Il treno degli dèi.

## Politica
New Crobuzon si definisce ufficialmente una repubblica parlamentare, anche se in realtà assomiglia di più a un'oligarchia autoritaria, con ambizioni mercantili e imperialiste.

### Suffragio
Il suffragio a New Crobuzon non è universale, ma è basato sul reddito e su una curiosa forma di lotteria. Coloro che pagano una quota sufficiente di tasse guadagnano automaticamente il diritto di voto, mentre tutti gli altri cittadini che desiderano votare sono costretti a partecipare alla Lotteria del Suffragio, e solo ai vincitori è concesso questo diritto. La lotteria è piuttosto selettiva, e in genere un cittadino che vi partecipa regolarmente riesce a vincere solo una o due volte nella vita. I gruppi dissidenti sospettano inoltre che il sistema non sia trasparente ma basato sulla corruzione.

### Potere esecutivo
Al vertice dell'ordinamento politico si trova il sindaco, il cui mandato è teoricamente assegnato dal parlamento. De facto il potere del sindaco è simile a quello di un dittatore, con un controllo limitato da parte delle altre istituzioni. In Perdido Street Station, ad esempio, il sindaco Bentham Rudgutter ordina, con un'iniziativa personale, l'arresto e la tortura dei dissidenti politici.

#### Sindaci conosciuti
- Collodd: sindaco del passato, il suo governatorato è definito spaventoso. È noto per le fattorie di Cactacee: anche se non è chiara la funzione di tali fattorie, si può immaginare che si trattasse di un metodo di riduzione in schiavitù di questa razza[3]
- Saggezza Bill: probabilmente il successore di Collodd, abolì le fattorie di Cactacee e concesse a questa razza "qualcosa di simile alla cittadinanza"[3].
- Dagman Beyn: il suo mandato risale al periodo delle Guerre Corsare.
- Tremulo: detto il Riformatore. Il suo mandato è successivo alla fine delle Guerre Corsare. Si guadagnò l'appellativo facendo costruire quartieri per i meno abbienti e per i veterani di guerra, spesso nelle vicinanze dei quartieri dei ricchi.
- Mantagony: sindaco durante il tardo 1600, è menzionato in relazione agli esperimenti del bio-filosofo Calligine.
- Turgisadi: sindaco nel 1689, all'epoca dei Tumulti di Sacramundi.
- Bentham Rudgutter: è il sindaco di New Crobuzon al tempo di Perdido Street Station e La città delle navi. Viene descritto come corrotto e implicato con la criminalità organizzata.
- Eliza Stem-Fulcher: Ministro dell'Interno durante il mandato di Rudgutter, ne diviene l'erede dopo la morte di quest'ultimo. È descritta come razzista, reazionaria e venale.
- Triesti: ultimo sindaco conosciuto, succede a Eliza Stem-Fulcher.

### Potere legislativo
Il potere legislativo è detenuto dal parlamento, eletto dai cittadini che guadagnano il diritto di voto. È dipinto come inetto e corrotto, simile al senato romano dell'età imperiale. I suoi membri sono soprattutto impegnati a mantenere lo status quo e a coltivare relazioni d'affari.

#### Partiti politici
- Grande Sole: il partito di governo in tutti e tre i romanzi, a cui appartengono il Sindaco Rudgutter e il suo successore Stem-Fulcher. Sostiene la politica imperialista e autoritaria della repubblica.
- Tendenza Diversa: partito moderatamente progressista, che sostiene l'integrazione tra le razze e si propone di rappresentare le istanze dei cittadini xeniani. Secondo i dissidenti più radicali, l'atteggiamento di Tendenza Diversa è solo fintamente liberale.
- Finalmente Possiamo Vedere: descritto come un partito idealista su posizioni vagamente liberali.
- I Tre Aculei: partito dichiaratamente xenofobo, fondato sull'odio verso i non umani. Ne Il treno degli dèi è sostituito dal Nuovo Aculeo. In molti atteggiamenti ricorda i partiti neo-nazisti del mondo reale.

### Potere giudiziario
Il potere giudiziario è detenuto dai Magistrati. Come nel mondo reale, il loro compito è quello di risolvere dispute e di infliggere pene a chi non rispetta la legge. Il sistema è particolarmente duro e disumano, soprattutto per quanto riguarda la natura delle punizioni: il metodo di pena più diffuso è infatti quello del rifacimento, un procedimento grottesco e inquietante in cui il corpo degli imputati viene dolorosamente rimodellato con l'aiuto della magia.
I magistrati sono tra gli individui più odiati e temuti: per questo motivo, nell'esercizio della loro funzione, operano sotto falso nome e indossano maschere per nascondere la loro identità.

### Milizia
La Milizia di New Crobuzon raduna in sé la funzione di esercito regolare e di polizia cittadina, oltre a svolgere all'occorrenza operazioni di intelligence. In città i membri della milizia agiscono generalmente in incognito, camuffati da normali cittadini. Quando indossano l'uniforme, sono quasi sempre mascherati. Essi si spostano facilmente tra i quartieri grazie alle aerovie, un sistema di teleferiche che si dipartono dalla sommità della Perdido Street Station, nel centro cittadino, e collegano le varie Torri della Milizia sparse in città. I loro metodi ricordano quelli di una polizia segreta, e includono corruzione, ricatto e intimidazione. 
La repubblica possiede inoltre una potente marina militare, la cui funzione primaria è quella di proteggerne gli interessi commerciali.

## Calendario
Il calendario newcrobuziano è formato da giorni, mesi e anni, simili a quelli del calendario gregoriano. Gli anni sono contati a partire dalla fondazione della città (Anno Urbis). Perdido Street Station si svolge ad esempio nell'Anno Urbis 1779.
Nei romanzi vengono citati i nomi di sette giorni, il che lascia intendere l'esistenza delle settimane. I giorni sono: 
- Polveredì
- Blubato
- Pescedì
- Molodì
- Catenadì
- Teschiodì
- Scansadì.

I mesi sono 12, anche se solo 11 vengono nominati: 
- Lunuario
- Soluario
- Mulinaio
- Vanosto
- Fertilaio
- Stuoile
- Colpaio
- Ottuario
- Corticaio
- Aroraio
- Polverile

Lunuario è il primo mese dell'anno (dal momento che segue il Capodanno); vanosto e fertilaio sono mesi primaverili; stuoile, colpaio e ottuario fanno parte dell'estate; corticaio e aroraio cadono nel tardo autunno.
Il calendario non è lo stesso in tutti gli stati del Bas-Lag. La città di Armada, ad esempio, usa una diversa nomenclatura per i giorni e i mesi.

## Quartieri
New Crobuzon è formata da numerosi quartieri o distretti, molti dei quali con delle caratteristiche peculiari.

### Città vecchia
- Il Corvo (The Crow): quartiere commerciale situato al centro della città vecchia, un "contraddittorio intrico di commercio e squallore"[4]. Vi ha sede l'imponente edificio della Perdido Street Station.
- Crogiolo di Saliva (Spit Heart): parte della città vecchia sul lato destro del Cancrena, celebre per la presenza delle fabbriche correzionali, da cui proviene la maggior parte dei rifatti cittadini. Al limite settentrionale del quartiere, al confine con Il Corvo, si estende il quartiere al luci rosse. Al limite occidentale si trova il mercato di Saliva Bazar.
- Induttore Principale (Gross Coil): uno dei principali distretti industriali di New Crobuzon, situato sul Bitume al margine occidentale della città vecchia.
- Induttore Secondario (Petty Coil): antico quartiere della città vecchia, un tempo elegante ed esclusivo, fu in seguito abbandonato dai residenti più ricchi a causa dello smog e del rumore proveniente dai vicini distretti industriali al di là del Bitume. Oggi è un quartiere vivace popolato prevalentemente da artigiani. Il Ponte Crestadigallo, che collega Induttore Secondario a Latofurbo, è una delle costruzioni più antiche della città.
- Guadocelato: (Skulkford): quartiere prevalentemente residenziale sul lato sinistro del Bitume, di fronte a Cintura dello Smog. Vi si trovano anche alcuni vecchi docks.
- Kinken: situato su un'ansa del Bitume al margine sudoccidentale della città vecchia, Kinken è considerato il centro della cultura khepri. Sebbene la costruzione del quartiere sia precedente all'arrivo di questo popolo a New Crobuzon, la maggior parte degli edifici sono stati riadattati secondo il gusto delle donne-scarabeo. Al tempo degli eventi raccontati in Perdido Street Station, le khepri di Kinken tengono in grande considerazione le loro tradizioni, e le statue di saliva, prodotte ed esposte per le strade, attirano nel quartiere numerosi visitatori umani.
- Margine (Rim): quartiere commerciale e residenziale. Costituisce il limite settentrionale della città vecchia.
- Palude della Canaglia (Brock Marsh): situato nel cuore della città vecchia, alla confluenza tra i due fiumi di New Crobuzon, è il quartiere degli scienziati. Nei molti laboratori del quartiere lavora e conduce esperimenti una moltitudine di fisici, chimici, necrochimici, matematici, biologi, taumaturghi e simili. A causa di queste attività, che non sempre producono gli effetti desiderati, Palude della Canaglia può essere imprevedibile e pericolosa. Nel quartiere vivono molti tassi domestici, che vengono usati dagli scienziati come messaggeri, a causa della loro nota immunità agli effetti della magia. Al margine settentrionale, al confine con Crogiolo di Saliva, si trova il Tempio di Palgolak, con la sua fornitissima biblioteca.
- Sheck: vivace e affollato quartiere popolare, caratterizzato da vecchie case di mattoni costruite in modo irregolare. Ha una popolazione mista di cittadini poco abbienti, operai e professionisti[5]. Al tempo di Perdido Street Station è uno dei centri del risentimento anti-xeniano.
- Strack Island: questa piccola isola, situata nel punto di confluenza dei tre fiumi della città, è interamente occupata dall'edificio del Parlamento, centro del potere politico della città. Poco più a sud si trova un'altra isola più piccola, detta Strackina, completamente disabitata e ricoperta di bassa vegetazione.
- Vertigo Ovest (West Gidd): antico quartiere nobiliare, con ampi viali ed eleganti edifici barocchi.

A nord della città vecchia, oltre il quartiere di Margine, si trovano inoltre:
- Cuneo del Bitume (Tar Wedge): sede dell'installazione meteorologica della Torre delle Nubi, dalla quale gli scienziati del passato erano in grado di controllare il tempo atmosferico grazie alla tecnologia della macchina aeromorfica.
- Cuneo del Cancrena (Canker Wedge): qui si trova lo Zoo cittadino, e nelle vicinanze l'immenso ex-deposito della Cadnebar Saponi e Sego, oggi trasformato nel frequentatissimo Circo Gladiatorio, sede dei combattimenti clandestini tra animali e tra gladiatori umani o xeniani[6].
- Porta Cornacchia (Raven's Gate): degradato e puzzolente slum all'estremità nordoccidentale della città, con "edifici in disfacimento [che] si appoggiano l'un l'altro, esausti", e dove "il fiume imbratta di fanghiglia gli argini di mattoni, mura cittadine emerse per tenere a bada le acque"[7].

### Quartieri orientali
- Chnum: area residenziale nell'esclusiva zona nordorientale della città.
- Città delle Ossa (Bonetown): quartiere popolare, celebre per il suo labirinto di vicoli e per le Costole, ritenute ciò che rimane dello scheletro di una gigantesca creatura preistorica parzialmente sepolta nell'area. Le costole emergono tuttora tra le costruzioni del quartiere e si ritiene che emanino un'energia mistica, causando sciagure e incidenti a chi tenti di rimuoverle. Città delle Ossa è chiamata anche Città dei Ladri. È separata da Palude della Canaglia dal Ponte di Danechi, uno dei più antichi della città.
- Colle della Bandiera (Flag Hill): situato al margine settentrionale, è uno dei quartieri più esclusivi, popolato da banchieri, ufficiali, artisti benestanti e industriali. Originariamente costruito come zona residenziale per i veterani delle Guerre Corsare, divenne ben presto uno slum. In seguito fu ristrutturato come una sorta di quartiere-museo e divenne meta dei cittadini più facoltosi.
- Colle Micio (Mog Hill): costruito su una collina che domina da est Città delle Ossa e le Costole, vi ha sede una delle Torri della Milizia.
- Kelltree: situato su un'ansa del Grande Bitume, è identificato con le principali installazioni del porto fluviale di New Crobuzon.
- Latobrutto (Badside): sobborgo industriale e portuale, degradato e pericoloso.
- Latosecco (Dryside): quartiere sulla riva sinistra del Cancrena, in un punto in cui l'acqua del fiume è più pulita che nel resto della città. Alcune delle più ricche case vodyanoi si trovano qui, sulla riva del fiume.
- Ludprato (Ludmead): quartiere piuttosto elegante, vi ha sede la grande Università di New Crobuzon.
- Matafione (Mafaton): quartiere residenziale situato oltre l'Università.
- Pantano dell'Eco (Echomire): importante distretto industriale adiacente al porto di Kelltree.
- Parco Abrogato (Abrogate Green): quartiere al margine orientale della città, vi ha sede una grande discarica di rifiuti.
- Pincod: quartiere popolare, caratterizzato da basse case di mattoni.
- Pozzo Nero (Nigh Sump): antico sobborgo elegante e facoltoso, con ampi viali ed edifici antichi ben tenuti, con le facciate decorate da fossili, secondo lo stile Os Tumulus. La facciata di vetro decorato della Casa di Cristallo, in Piazza della Settimana di Polvere, è menzionata ne Il treno degli dèi come "uno dei luoghi più belli della città"[8].
- Saltbur: quartiere elegante, vi si trova la Cattedrale della Gazza[9]
- Terrazza al Sole (Sunter): distretto industriale, situato tra Città delle Ossa e i docks di Kelltree.
- Vertigo Est (East Gidd): situato di fronte a Vertigo Ovest, sul lato sinistro del Cancrena, ne condivide il carattere elegante e aristocratico.

### Quartieri occidentali e meridionali
- Altura dell'Ululato (Howl Barrow): Noto per la sua comunità gay e per i numerosi teatri d'avanguardia, al tempo de Il Treno degli Dei questa zona è diventata il rifugio di molti artisti, in fuga dagli affitti troppo alti della vicina Salacus Fields.
- Ansa di Griss (Griss Twist): anticamente un importante quartiere manifatturiero, è oggi una sorta di cimitero industriale, con grandi installazioni abbandonate, ed è utilizzato come centro di raccolta dei rifiuti. In una delle discariche di questo quartiere prende forma l'intelligenza artificiale nota come Concilio dei Costrutti.
- Baraccoscia (Barrackham): baraccopoli al margine meridionale della città, vi si trova un'importante torre della Milizia.
- Brughiera di Griss (Griss Fell): quartiere industriale e portuale sul Grande Bitume.
- Carcassa di Pietra (Stoneshell): uno dei quartieri più poveri e periferici, sede di un'enorme discarica di rifiuti frequentata da orde di dragomini e altri volatili in cerca di cibo.
- Cintura dello Smog (Smog Bend): originariamente detto Didacai Village, come suggerisce il nome è un inquinato distretto industriale.
- Guado del Cadavere (Lichford): quartiere misto di abitazioni popolari, fabbriche e docks, ai tempi de Il Treno degli Dei è uno dei centri della resistenza antigovernativa.
- Landa del Ketch (Ketch Heath): uno slum all'estremità meridionale, caratterizzato dalla presenza di enormi palazzoni di edilizia popolare.
- Latofosco (Murkside): distretto portuale che fronteggia le banchine di Kelltree.
- Latofurbo (Flyside): distretto popolare, affollato e poco attraente, anche se non particolarmente pericoloso.
- Latoruscello (Creekside): sobborgo povero e malandato, popolato prevalentemente da khepri, molto meno famoso e turistico rispetto a Kinken. Le khepri di Latoruscello ritengono comunque che le celebri tradizioni di Kinken non abbiano niente di autentico, ma che siano solo una versione riciclata di quel poco che questo popolo ha preservato della loro originaria civiltà[10].
- Marciafiele (Gallmarch): quartiere residenziale della media borghesia, situato all'estremità occidentale della città.
- Marcita del Cane (Dog Fenn): sobborgo degradato sulla riva destra del Grande Bitume, caratterizzato da grandi installazioni industriali, banchine del porto e mattatoi. Assieme al dirimpettaio Latobrutto e a Schizzi, è uno dei quartieri più pericolosi di New Crobuzon. È inoltre uno dei centri del dissenso antigovernativo, e vi ha sede la redazione del giornale clandestino Il Rinnegato Rampante.
- Paramento (Chimer): quartiere periferico piuttosto povero e degradato.
- Peloro Fields: sobborgo povero e periferico al capolinea della Sud Line, vi si tiene il mercato del pesce.
- Poggio San Jabber (Saint Jabber Mound): situato su una collina a ovest della città vecchia, è intitolato a Jabber, un predicatore del passato che ha fondato la religione dominante di New Crobuzon.
- Pozzo Siriaco (Syriac Well): al centro della degradata zona sudorientale, vi ha sede l'Ospedale dei Poveri, una grande struttura dove i poveri della città vanno a morire, o, quando i fondi lo permettono, a ricevere cure.
- Salacus Fields: distretto bohémien e alternativo, popolare tra gli artisti e gli intellettuali. Molti di loro vivono o lavorano qui, e le convenzioni sociali sono molto più libere e progressiste che nella maggior parte della città. Al tempo de Il treno degli dei, Salacus Fields è considerato un quartiere sempre più radical chic, ed è stato abbandonato dagli artisti più radicali.
- Sanghigno (Sangwine): modesto quartiere residenziale, ubicato tra il distretto bohemièn sulla riva sud del Bitume e la degradata periferia meridionale.
- Schizzi (Spatters): un'autentica baraccopoli situata sul fianco di una collina al margine sudoccidentale, è considerata una zona off-limits dai tassisti e dagli abitanti onesti di New Crobuzon. Ai piani superiori degli edifici più alti del quartiere vive una piccola comunità di garuda.
- Scorzofiume (Riverskin): quartiere celebre per la presenza della Serra, un'enorme copertura di vetro, larga svariati isolati, che mantiene al suo interno una temperatura simile a quella del deserto. La Serra è il distretto delle cactacee, ha un'amministrazione separata dal resto della città e difficilmente gli umani o le altre razze vi sono ammesse. Purtroppo la Serra riesce a contenere solo un terzo delle cactacee che vivono a New Crobuzon, perciò molte di esse risiedono nel resto del quartiere o nei distretti confinanti. La parte meridionale di Scorzofiume è più povera, e assomiglia all'adiacente quartiere di Latofurbo.
- Serpolet: quartiere residenziale della classe media, simile all'adiacente Marciafiele.
- Siriaco (Syriac): quartiere popolare, affollato e caotico, costruito su una palude nella zona sud della città.
- Sobek Croix: modesto ma dignitoso quartiere residenziale, vi si trovano una vasta area verde e le rovine di un antico monastero.
- Tana dell'Aspide (Aspic): Vasto ed eterogeneo quartiere della zona Sud, lungo le sue strade tortuose si tiene il Bazar, un grande mercato dove si può trovare di tutto e dove regna la legge secondo cui "ogni acquisto è a rischio e pericolo dell'acquirente"[11].